# Зарганови
Заргановите (Belonidae) са семейство животни от разред Зарганоподобни (Beloniformes).
Таксонът е описан за пръв път от Шарл Люсиен Бонапарт през 1832 година.

## Родове
- Ablennes
- Belone – Заргани
- Belonion
- Petalichthys
- Platybelone – Аргали
- Potamorrhaphis
- Pseudotylosurus
- Strongylura – Стронгилури
- Tylosurus – Риба игла
- Xenentodon